# Maryanne Torrellas
Maryanne Torrellas (geb. Daniel; * 26. Juli 1958) ist eine ehemalige US-amerikanische Geherin.
1987 wurde sie bei den Leichtathletik-Hallenweltmeisterschaften in Indianapolis Achte im 3000-Meter-Gehen, gewann bei den Panamerikanischen Spielen in Indianapolis Bronze im 10.000-Meter-Gehen und kam bei den Leichtathletik-Weltmeisterschaften in Rom auf den 24. Platz im 10-km-Gehen.
Ihre persönliche Bestzeit im 10-km-Gehen von 46:17 min stellte sie am 28. August 1988 in Danzig auf.